# Hitoshi Shiozawa
Hitoshi Shiozawa (塩沢均?, Shiozawa Hitoshi; ...) è un astronomo giapponese.
Shiozawa è un prolifico scopritore di asteroidi, ne ha scoperti o coscoperti al 27 ottobre 2015 ben 29 .